# Francisco Fierro (futbolista)
Francisco Javier Fierro Reynoso (* 1968 en Guadalajara, Jalisco, México) es un futbolista mexicano retirado que jugaba en la posición de defensa. Jugó para el Club Deportivo Guadalajara y Tecos de la UAG.
Debutó con el primer equipo del Guadalajara el día domingo 24 de agosto de 1986, en un partido contra Tigres de la UANL que quedó empatado a 1 gol por equipo, siendo autor de un autogol al minuto 35. Se le dio la oportunidad después de que diez jugadores del equipo rojiblanco fueron castigos por la Comisión Disciplinaria, después de una bronca en un partido contra el Club América.
Para la temporada 1989-90 pasa a jugar al equipo Tecos de la UAG en la Segunda División, permaneció una temporada y regresó al Guadalajara al finalizar el torneo, finalmente en 1992 es puesto transferible por Chivas por última vez. En 2007 fue auxiliar técnico en el equipo Bravos de Nuevo Laredo.